# Haudricourt
Haudricourt é uma comuna francesa na região administrativa da Normandia, no departamento de Sena Marítimo. Estende-se por uma área de 29,53 km². Em 2010 a comuna tinha 421 habitantes (densidade: 14,3 hab./km²).